# 79
79 је била проста година.

## Догађаји
- 23. јун — Веспазијан умире од грознице изазване дијарејом, при чему су његове посљедње речи: „Мислим да се претварам у бога.” Тит га наслеђује као римски цар.
- 24. август — У ерупцији вулкана Везув нестали су римски градови Помпеја, Херкуланеум и Стабија, а хиљаде људи је погинуло.

## Смрти
- 23. јун — Веспазијан, римски цар
- 25. август — Плиније Старији, римски писац и научник